# Rosa caesia
Rosa caesia là loài thực vật có hoa trong họ Hoa hồng. Loài này được Sm. miêu tả khoa học đầu tiên.